# Camik

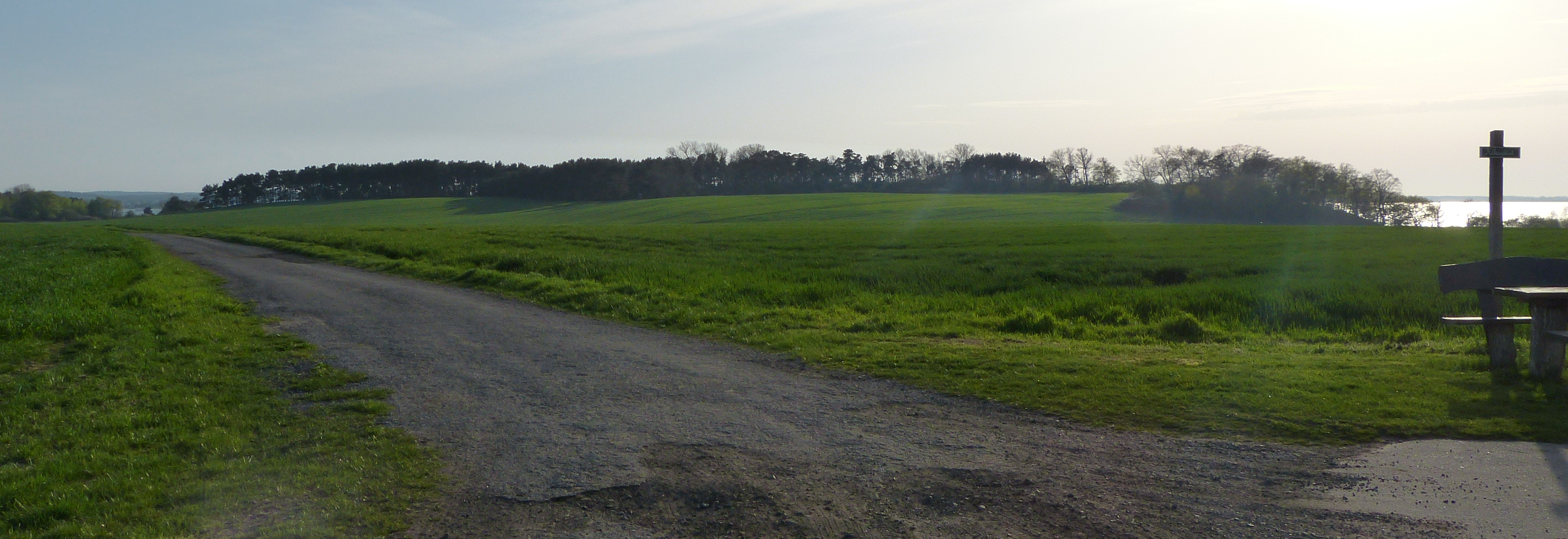
Der Konker Berg westlich von Pudagla

Camik, auch Camic, Kamic oder Kamik geschrieben, war ein mittelalterliches Dorf auf der Insel Usedom. Der Ort gilt als Stammsitz der Familie von Kameke. Wegen der Ähnlichkeit der Namen wird Camik in der älteren genealogischen Literatur, teilweise auch in neueren regionalhistorischen Schriften, mit dem Ort Kamminke im Südosten Usedoms gleichgesetzt. Anhand der Quellenlage kann Camik jedoch westlich von Pudagla im Umfeld des Konker Berges – früher auch Kamiker oder Kamker Berg genannt – lokalisiert werden. Dies wurde durch Zietlow bereits 1858 dargelegt. Auch Heinrich Berghaus verortete Camik 1867 westlich von Pudagla. Durch Robert Burkhardt wurde Camik 1909 erneut mit Kamminke gleichgesetzt. Die Historiker Hermann Hoogeweg und Adalbert Holtz schlossen diesen Zusammenhang jedoch aus.

## Geschichte
Camik wurde erstmals 1263 urkundlich erwähnt, als Herzog Barnim I. den Verkauf von sechs Hufen im Dorf „Camic“ durch einen Michael und seine Erben an das Kloster Grobe bestätigte. Zu dieser Zeit waren die beiden das Gebiet des heutigen Kamminke begrenzenden Ortschaften Garz und Kaseburg im Besitz des Klosters Dargun. Das Kloster Grobe konnte aber kein Interesse am Erwerb von Ländereien innerhalb fremder Besitzungen haben und war eher an einem zusammenhängenden Grundbesitz interessiert.
Die angekauften sechs Hufen wurden später an die Besitzer des Hauptgutes Camik verpachtet. 1302 verpfändete Petrus von Camik das Hauptgut auf sechs Jahre an Hermannus und Florinus aus dem Geschlecht Swerin (Schwerin). Gleichzeitig verpflichtete er sich, selbst für den jährlichen Zins des vom Kloster gepachteten Anteils aufzukommen. 1307 erwarb das Kloster das gesamte Gut für einen im Vergleich zu anderen Käufen in dieser Zeit sehr hohen Preis. Das Kloster muss dem Erwerb der Ländereien jedoch eine entsprechend hohe Bedeutung beigemessen haben, denn mit der Abrundung des Klosterbesitzes bei Pudagla war das Ziel der Verlegung des Klosterstandortes von Grobe bei Usedom nach Pudagla verbunden. Außerdem erhielt das Kloster damit direkten Zugang zum Achterwasser. Bei der Bestätigung des Handels durch Herzog Bogislaw IV. 1307 wurde das bisherige Lehngut in ein Allodialgut umgewandelt. Später wird der Ort nicht mehr erwähnt.